# Lenny Wilkens
Leonard Randolph Wilkens (Brooklyn, Nueva York, 28 de octubre de 1937) es un exjugador y exentrenador de baloncesto estadounidense que disputó 15 temporadas en la NBA. Con 1,85 metros de altura, jugaba en la posición de base. 
Fue vicepresidente de los desaparecidos Seattle Supersonics, uno de los equipos donde desarrolló su carrera profesional.

## Trayectoria deportiva

### Universidad
Jugó durante 3 años en los Friars de la Universidad de Providence, en los cuales promedió 14,9 puntos y 7,3 rebotes, a pesar de su escasa estatura. Fue dos veces elegido en el mejor quinteto del país.

### Profesional
Fue elegido por los St. Louis Hawks en la sexta posición de la primera ronda del draft de 1960. Se trataba de un base anotador, y también buen pasador, como lo demuestra el hecho de acabar primero en esa categoría, la de asistencias, en la liga de 1970, con un promedio de 9,1. Estuvo a punto de ser MVP en 1968, quedando en segundo lugar de las votaciones detrás del gran Wilt Chamberlain. Pasó por Seattle y Cleveland antes de terminar su carrera como jugador en los Portland Trail Blazers. cuando se retiró, era el segundo máximo asistente de la historia, solamente superado por Oscar Robertson.

### Entrenador

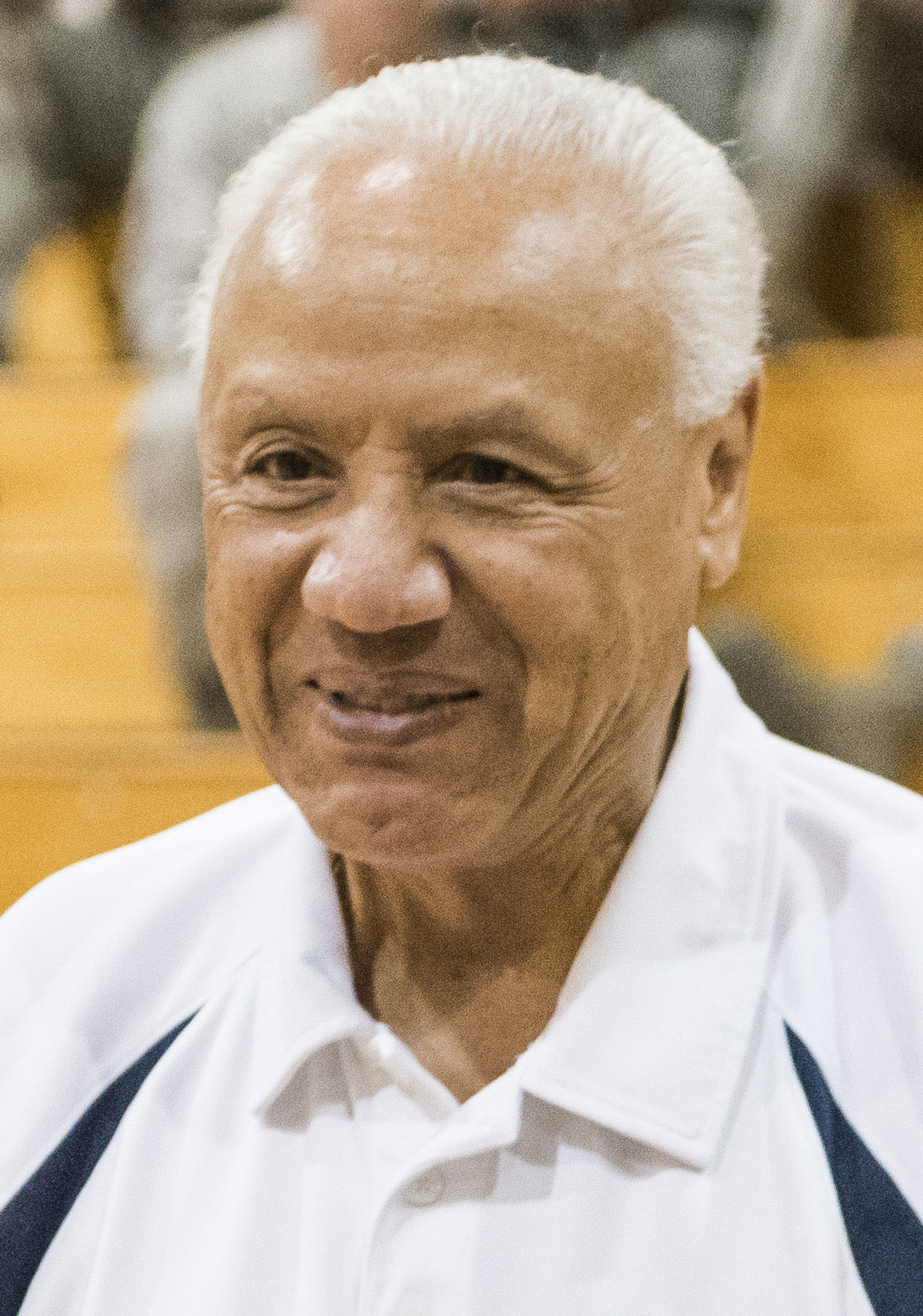
Wilkens en 2013.

Comenzó su carrera de entrenador sin aún retirarse, combinando ambos aspectos, en Seattle Supersonics (1969-72) y Portland Trail Blazers (1974-75). En 1979, ya como entrenador solamente, ganó su único título de la NBA con Seattle. A lo largo de sus 32 temporadas dirigiendo equipos, ha logrado innumerables récords. Fue elegido Entrenador del Año en 1994 y elegido en 1996 como uno de los 10 mejores entrenadores de la historia. No en vano tiene el récord de porcentaje de victorias dirigiendo a equipos, con un 53,6%, lo que equivale a ganar 45 partidos de media por temporada. Ha llevado a sus equipos en 16 ocasiones a los Play-offs, ganando 69 partidos en ellos, siendo el sexto entrenador que más victorias ha conseguido. En liga regular, es el segundo entrenador que más victorias ha conseguido detrás de Don Nelson, con 1.332 y el de más derrotas (1.155).

## Estadísticas de su carrera en la NBA
|  | Líder de la liga |

### Temporada regular
| Año      | Equipo    | PJ    | PT | MPP  | %TC  | %3P | %TL  | RPP | APP | ROB | TPP | PPP  |
| -------- | --------- | ----- | -- | ---- | ---- | --- | ---- | --- | --- | --- | --- | ---- |
| 1960-61  | St. Louis | 74    | –  | 25.3 | .425 | –   | .713 | 4.5 | 2.8 | –   | –   | 11.7 |
| 1961-62  | St. Louis | 20    | –  | 43.5 | .385 | –   | .764 | 6.6 | 5.8 | –   | –   | 18.2 |
| 1962-63  | St. Louis | 75    | –  | 34.3 | .399 | –   | .696 | 5.4 | 5.1 | –   | –   | 11.8 |
| 1963-64  | St. Louis | 78    | –  | 32.4 | .413 | –   | .740 | 4.3 | 4.6 | –   | –   | 12.0 |
| 1964-65  | St. Louis | 78    | –  | 36.6 | .414 | –   | .746 | 4.7 | 5.5 | –   | –   | 16.5 |
| 1965-66  | St. Louis | 69    | –  | 39.0 | .431 | –   | .793 | 4.7 | 6.2 | –   | –   | 18.0 |
| 1966-67  | St. Louis | 78    | –  | 38.1 | .432 | –   | .787 | 5.3 | 5.7 | –   | –   | 17.4 |
| 1967-68  | St. Louis | 82    | –  | 38.6 | .438 | –   | .768 | 5.3 | 8.3 | –   | –   | 20.0 |
| 1968-69  | Seattle   | 82    | –  | 42.2 | .440 | –   | .770 | 6.2 | 8.2 | –   | –   | 22.4 |
| 1969-70  | Seattle   | 75    | –  | 37.4 | .420 | –   | .788 | 5.0 | 9.1 | –   | –   | 17.8 |
| 1970-71  | Seattle   | 71    | –  | 37.2 | .419 | –   | .803 | 4.5 | 9.2 | –   | –   | 19.8 |
| 1971-72  | Seattle   | 80    | –  | 37.4 | .466 | –   | .774 | 4.2 | 9.6 | –   | –   | 18.0 |
| 1972-73  | Cleveland | 75    | –  | 39.6 | .449 | –   | .828 | 4.6 | 8.4 | –   | –   | 20.5 |
| 1973-74  | Cleveland | 74    | –  | 33.6 | .465 | –   | .801 | 3.7 | 7.1 | 1.3 | 0.2 | 16.4 |
| 1974-75  | Portland  | 65    | –  | 17.9 | .439 | –   | .768 | 1.8 | 3.6 | 1.2 | 0.1 | 6.5  |
| Total    | Total     | 1,077 | –  | 35.3 | .432 | –   | .774 | 4.7 | 6.7 | 1.3 | 0.2 | 16.5 |
| All-Star | All-Star  | 9     | 3  | 20.2 | .400 | –   | .781 | 2.4 | 2.9 | –   | –   | 9.4  |

### Playoffs
| Año   | Equipo    | PJ | PT | MPP  | %TC  | %3P | %TL  | RPP | APP | ROB | TPP | PPP  |
| ----- | --------- | -- | -- | ---- | ---- | --- | ---- | --- | --- | --- | --- | ---- |
| 1961  | St. Louis | 12 | –  | 36.4 | .380 | –   | .759 | 6.0 | 3.5 | –   | –   | 14.2 |
| 1963  | St. Louis | 11 | –  | 36.4 | .370 | –   | .755 | 6.3 | 6.3 | –   | –   | 13.7 |
| 1964  | St. Louis | 12 | –  | 34.4 | .448 | –   | .759 | 5.0 | 5.3 | –   | –   | 14.3 |
| 1965  | St. Louis | 4  | –  | 36.8 | .351 | –   | .828 | 3.0 | 3.8 | –   | –   | 16.0 |
| 1966  | St. Louis | 10 | –  | 39.1 | .399 | –   | .687 | 5.4 | 7.0 | –   | –   | 17.1 |
| 1967  | St. Louis | 9  | –  | 42.0 | .400 | –   | .856 | 7.6 | 7.2 | –   | –   | 21.4 |
| 1968  | St. Louis | 6  | –  | 39.5 | .440 | –   | .750 | 6.3 | 7.8 | –   | –   | 16.1 |
| Total | Total     | 64 | –  | 37.5 | .399 | –   | .769 | 5.8 | 5.8 | –   | –   | 16.1 |

## Logros y reconocimientos

### Jugador
- 9 veces All Star (MVP del partido en 1971).
- Líder de asistencias en 1970.
- Elegido uno de los 50 mejores jugadores de la historia de la NBA en 1996.
- Miembro del Basketball Hall of Fame como jugador desde 1989.
- Elegido en el Equipo del 75 aniversario de la NBA en 2021.

### Entrenador
- Campeón de la NBA en 1979.
- Entrenador del Año en 1994.
- Entrenador en 4 All Star (2 victorias, 2 derrotas).
- Es la persona que ha participado en más partidos de la NBA, tanto como jugador como siendo entrenador, con 3319 partidos en total.
- Los 10 mejores entrenadores de la historia de la NBA (1996)
- Los 15 mejores entrenadores de la historia de la NBA (2022)
- Miembro del Basketball Hall of Fame como entrenador desde 1998 (única persona, junto a John Wooden, Bill Sharman, Tom Heinsohn y Bill Russell, que lo consigue en ambas categorías).